# 人生という名の列車
『人生という名の列車』（じんせいというなのれっしゃ）は、2006年に馬場俊英がメジャー・レーベルであるフォーライフミュージックエンタテイメントから復帰後初アルバムおよび表題曲。再デビューと言える作品。

## 背景
2000年のフォーライフ・レコードとの契約終了後からインディーズでの活動に移した馬場。2005年にメジャー・レーベルに復帰した翌年にリリースした初のオリジナル・アルバム。
作品自体は前作『blue coffee』から2年のブランクであるが、メジャー復帰の点から比較的多くのレコード店に流通された結果、入手可能な店舗が増え、オリコンチャート29位を獲得した。

## 制作
「人生という名の列車NOTE」と題された馬場による全曲解説が掲載されている。
インディーズでリリースしたシングルの大半はアルバムバージョンにて収録された。
シングル「今日も君が好き」のカップリング曲として収録された「この街で」 、シングル「BOYS ON THE RUN 4 SONGS」収録の「男たちへ 女たちへ」と「花火」、シングル「一瞬のトワイライト／旅人たちのうた」のカップリング曲として収録された「駒沢セレナーデ」と「オセロゲーム」、シングル「今日も君が好き」のカップリング曲として収録された「この街で」。以上の6曲に関しては本作に未収録となっている。特に「この街で」に関しては馬場も収録できなかったことが惜しいと自身による「人生という名の列車NOTE」でも語っている。
但し、「この街で」「男たちへ 女たちへ」の2曲に関しては、初回限定盤に同梱されたライブ音源収録CD「LIVE 4 SONGS」にライブバージョンにて収録されている。

## リリース
初回限定盤は「LIVE 4 SONGS」と銘打ったライブ音源収録CDとの2枚組仕様であったが、上記のような話題性もあったため、すぐに市場からは売り切れている。

## プロモーション
予約特典として一部の店舗では架空の文庫「ホームラン文庫」から発行された「色褪せながら 輝きながら」というサブノートが配布された。

## 収録曲
全作詞・全作曲・特記以外編曲：馬場俊英

### DISC 1
1. ボーイズ・オン・ザ・ラン〜Album version〜
  - 馬場の代表作と言える楽曲。今回でアルバム収録は三回目となる。
  - 初出は2001年に発売の4thアルバム『フクロウの唄』の収録曲であった。発売後、楽曲そのものが徐々に人気を博し、2002年発売の5thアルバム『鴨川』に別アレンジバージョンを収録。2004年にコブクロとのデュエット・バージョン（未CD化・おちまさとのラジオ番組「Asahi SUPER DRY Access All Area」の番組内企画で数回のみ放送）が制作された。2005年にはフォーライフミュージック復帰シングルとしてリリースされている。
2. 君の中の少年
  - 「人生という名の列車NOTE」によると映画「ピーナッツ」主題歌としてNO PLANに提供した楽曲のセルフカバー。本作ではシンプルな弾き語りアレンジに変え、本来の馬場の演奏スタイルの仕上がりにしたという。後半のコーラスはフォーライフミュージックのスタッフによる。自身はパーカッションとしてギターケースを叩き手が痛かったと述懐している。
3. 風の羽衣
4. STATION
  - 編曲：五十嵐宏治
5. 一瞬のトワイライト
  - 編曲：馬場俊英・五十嵐宏治
6. 今日も君が好き〜Album version〜
7. 涙がこぼれそう
  - 編曲：渡辺剛
8. アイビー
  - 編曲：馬場俊英・五十嵐宏治
9. 人生という名の列車
  - 編曲：馬場俊英・伊東ミキオ
  - 本作の表題曲。元々はおちまさとのラジオ番組「Asahi SUPER DRY Access All Area」の番組内企画で「30代の男にだけわかる曲を」と、おちからの指示を受け、放送日まで4日かしかない焦りの中で書き上げたと述懐している。放送後、反響の大きさに最終回まで放送され、以来CD化の要望が殺到していた。ライブでは既に何度も披露し、未CD化でありながらNO PLANがカバーしている。本曲は歌詞の一部に「ボーイズ・オン・ザ・ラン」とリンクする部分が存在する。「Asahi SUPER DRY Access All Area」で放送されたバージョンでは「平成17年」のことを歌っていたが、CD化された時には「平成18年」となったことから歌詞も編曲も一部変更されている。馬場はおちに対して「入り口を示してもらい、書きたかったタイミングで書かせてもらえたことに感謝の気持ち」を述べている。
10. 遠くで　近くで
  - 編曲：馬場俊英・渡辺剛
11. スタートライン〜Album version〜
12. 旅人たちのうた〜Album version〜
  - 編曲：馬場俊英・伊東ミキオ

### DISC 2 「LIVE 4 SONGS」（初回限定盤のみ）
2005年12月25日　馬場俊英 LIVE 2005 スタートライン at 大阪厚生年金会館
全曲作詞・作曲：馬場俊英
1. この街で
2. 陽炎
3. 愛のうたを歌いたい
4. 男たちへ 女たちへ

## レコーディング・ミュージシャン
ボーイズ・オン・ザ・ラン ～Album Version～
- 馬場俊英：Vocal, Acoustic Guitar, Arrangement
- 佐藤タイジ：Acoustic Guitar, Electric Guitar
- 中條卓：Bass
- 佐野康夫：Drums
- 大森はじめ（東京スカパラダイスオーケストラ）：Percussions
- 伊東ミキオ：Piano, Organ
- コブクロ：Super Groovin' Backing Vocals

君の中の少年
- Produced by 馬場俊英、おちまさと
- 馬場俊英：Vocal, Acoustic Guitars, Percussions, Blues Harp
- 饗庭正樹、阿部恭久、安藤陽一、大藤雄一、金森佳朗、菊池大輔、佐藤祐司、杉山卓子、関光志、谷口雅子、遠山泰之、永谷悟郎、長谷部尚香、畠山攻、花岡雅之、渡辺剛：Backing Vocals

風の羽衣
- 馬場俊英：Vocal, Acoustic Guitar, Percussions, Arrangement
- 首藤高広：Electric Guitar
- 金森佳朗：Bass
- 田中栄二：Drums
- 渡辺剛：Rhodes, Organ
- 小池修：Flute

STATION
- 馬場俊英：Vocal
- 鈴木俊介：Acoustic Guitar, Electric Guitar, Pedal Steel
- スティング宮本：Bass
- 松永俊弥：Drums
- 五十嵐宏治：Piano, Keyboard, Arrangement
- 串崎元：Programming Operator

一瞬のトワイライト
- 馬場俊英：Vocal, Arrangement
- 石成正人：Acoustic Guitar, Electric Guitar
- 渡辺等：Bass
- 沼澤尚：Drums
- 五十嵐宏治：Piano, Keyboard, Arrangement

今日も君が好き ～Album Version～
- 馬場俊英：Vocal, Programming, Arrangement
- 西海孝（テキーラ・サーキット）：Acoustic Guitar, Mandolin
- 岡部洋一：Percussions
- 金森佳朗：Bass
- 渡辺剛：Keyboard, Programming

涙がこぼれそう
- 馬場俊英：Vocal
- 竹中俊二：Acoustic Guitar, Electric Guitar
- 渡辺剛：Rhodes, Organ, Programming, Arrangement

アイビー
- 馬場俊英：Vocal, Arrangement
- 中村太知：Electric Guitar
- スティング宮本：Bass
- 松永俊弥：Drums
- 五十嵐宏治：Piano, Keyboard, Arrangement
- 串崎元：Programming Operator

人生という名の列車
- Produced by おちまさと
- 馬場俊英：Vocal, Arrangement
- 西海孝（テキーラ・サーキット）、高木克：Acoustic Guitar, Electric Guitar
- 井上富雄：Bass
- 池畑潤二：Drums
- 伊東ミキオ：Piano, Organ
- 今出宏：Blues Harp

遠くで 遠くで
- 馬場俊英：Vocal, Arrangement
- 石成正人：Acoustic Guitar
- 金森佳朗：Bass
- 渡辺剛：Rhodes, Programming, Arrangement
- たまきあや、梶谷裕子：Violin
- 岡本まや：Viola
- 浦谷克典：Cello

スタートライン ～Album version～
- 馬場俊英：Vocal, Programming, Arrangement
- 西海孝 （テキーラ・サーキット）：Acoustic Guitar, Electric Guitar
- 金森佳朗：Bass
- 渡辺剛：Keyboards

旅人たちのうた ～Album version～
- 馬場俊英：Vocal, Acoustic Guitar, Arrangement
- ウルフルケイスケ：Electric Guitar
- 高木克：Acoustic Guitar, Electric Guitar
- 井上富雄：Bass
- 上原裕：Drums, Tambourine
- 伊東ミキオ：Piano, Organ, Arrangement